# Lijst van voetbalinterlands Curaçao - Jamaica
Deze lijst van voetbalinterlands geeft een overzicht van alle officiële voetbalwedstrijden tussen de nationale teams van Curaçao en Jamaica. De landen hebben tot op heden drie keer tegen elkaar gespeeld. De eerste ontmoeting, de finale van de Caribbean Cup 2017, werd gespeeld in Fort-de-France (Martinique) op 26 juni 2017. Het laatste duel, een groepswedstrijd tijdens de CONCACAF Gold Cup 2019, vond plaats op 25 juni 2019 in Los Angeles (Verenigde Staten).

## Wedstrijden
| № | Plaats         | Datum           | Competitie             | Wedstrijd         | Uitslag |
| - | -------------- | --------------- | ---------------------- | ----------------- | ------- |
| 1 | Fort-de-France | 26 juni 2017    | Caribbean Cup 2017     | Jamaica − Curaçao | 1 − 2   |
| 2 | San Diego      | 9 juli 2017     | CONCACAF Gold Cup 2017 | Curaçao − Jamaica | 0 − 2   |
| 3 | Los Angeles    | 25 juni 2019    | CONCACAF Gold Cup 2019 | Jamaica − Curaçao | 1 − 1   |
| 4 | Willemstad     | 10 oktober 2025 | WK 2026 kwalificatie   | Curaçao − Jamaica |         |

## Samenvatting
| Competitie        | Totaal gespeeld | Winst Curaçao | Gelijk | Winst Jamaica | Doelsaldo Curaçao – Jamaica |
| ----------------- | --------------- | ------------- | ------ | ------------- | --------------------------- |
| Caribbean Cup     | 1               | 1             | 0      | 0             | 2 − 1                       |
| CONCACAF Gold Cup | 2               | 0             | 1      | 1             | 1 − 3                       |
| Totaal            | 3               | 1             | 1      | 1             | 3 − 4                       |

Wedstrijden bepaald door strafschoppen worden, in lijn met de FIFA, als een gelijkspel gerekend.

## Details

### Eerste ontmoeting
| Finale Caribbean Cup 2017 (scheidsrechter Michele Rodríguez, Fort-de-France, 25 juni 2017):                                                                           |              | |
| Jamaica | 1 – 2        | Curaçao |
| Rosario Harriott 82' | goals        | 10' Elson Hooi 84' Elson Hooi |
| Theodore Whitmore | bondscoach   | Remko Bicentini |
| Dwayne Miller Sergio Campbell Damion Lowe Shaun Francis 36' Kevon Lambert Jermaine Johnson 61' Ewan Grandison Michael Binns Oniel Fisher Owayne Gordon Cory Burke 72' | opstellingen | Eloy Room Cuco Martina Darryl Lachman Quentin Jakoba Gillian Justiana Dustley Mulder Leandro Bacuna 90' Elson Hooi 74' Jarchinio Antonia Gevaro Nepomuceno Rangelo Janga |
| Rosario Harriott 36' Ricardo Morris 61' Shamar Nicholson 72' | wissels      | 74' Jérôme Guihoata 90' Doriano Kortstam |
| Rosario Harriott 39' | gele kaarten | 37' Leandro Bacuna 81' Gino van Kessel 82' Rangelo Janga 86' Gevaro Nepomuceno                                                                                           |
| - Curaçao wint haar eerste interlandtitel. |              | |